# Lenguas eslavas meridionales
Las lenguas eslavas meridionales o lenguas sudeslavas constituyen una de las tres divisiones principales de las lenguas eslavas, las lenguas de este grupo se dividen en dos ramas:
- Lenguas eslavas meridionales-occidentales
  - Esloveno
  - Grupo serbo-croata: 
    - Croata
    - Bosnio
    - Serbio
    - Montenegrino
    - Dialectos:

    1. Kajkaviano (parte de los croatas)
    2. Chakaviano (parte de los croatas)
    3. Shtokaviano (resto de los serbo-croatas)
    4. Torlak (de transición entre serbio, búlgaro y macedonio)

- Lenguas eslavas meridionales-orientales
  - Antiguo eslavo eclesiástico (lengua muerta)
  - Búlgaro
  - Macedonio

## Clasificación de la relación cultural y las lenguas eslavas del Sur
Las lenguas eslavas del este pertenecen al "círculo cultural" del cristianismo ortodoxo. Además, estuvieron expuestas a la fuerte influencia de la lengua y la cultura griega, como lo demuestra su escritura, la llamada escritura cirílica. Igualmente, están influidas por la cultura oriental, que dejó su marca en una serie de palabras turcas.
- Pertenecen a este grupo sureste:
  - Idioma búlgaro
  - Idioma macedonio
  - Idioma serbio
  - Idioma montenegrino
  - Idioma bosnio

Las lenguas eslavas del oeste pertenecen al círculo cultural católico; estas lenguas fueron expuestos a la fuerte influencia de la lengua latina y la cultura occidental. Su escritura oficial es en el alfabeto latino.
- Pertenecen a este grupo suroeste:
  - Idioma croata
  - Idioma esloveno

Este subgrupo pertenece al grupo de las Lenguas eslavas.

## Comparación léxica
Los numerales en diversas lenguas eslavas meridionales:

Clasificación de las lenguas eslavas

| GLOSA | Occidental    | Occidental    | Oriental       | Oriental       | Oriental            | PROTO- ESLAVO MERIDIONAL |
| GLOSA | Serbocroata   | Esloveno      | Búlgaro        | Macedonio      | Eslavo eclesiástico | PROTO- ESLAVO MERIDIONAL |
| ----- | ------------- | ------------- | -------------- | -------------- | ------------------- | ------------------------ |
| 1     | jedan ˈjedan  | edna ˈɛː́dən   | edin eˈdin     | eden ˈeden     | jedinŭ              | *jedinŭ                  |
| 2     | dva dvaː      | dva dˈvaː     | dva dva        | dva dva        | diva                | *dŭva                    |
| 3     | tři triː      | tri tˈrìː     | tri tri        | tri tri        | trije               | *trĭje                   |
| 4     | četiri ˈʧetri | štiri ʃˈtíːri | četiri ˈʧetiri | četiri ˈʧetiri | četyre              | *četɨre                  |
| 5     | pet peːt      | pet ˈpèːt     | pet pet        | pet pet        | pętĭ                | *pętĭ                    |
| 6     | šest ʃeːst    | šest ʃèːst    | šest ʃest      | šest ʃest      | šestĭ               | *šestĭ                   |
| 7     | sedam ˈsedam  | sedem ˈséːdəm | sedem ˈsedem   | sedum ˈsedum   | sedmĭ               | *sedmĭ                   |
| 8     | osam ˈosam    | osem ˈóːsəm   | osem ˈosem     | osum ˈosum     | osmĭ                | *osmĭ                    |
| 9     | devet ˈdevet  | devet dɛˈvèːt | devet ˈdevet   | devet ˈdevet   | devętĭ              | *devętĭ                  |
| 10    | deset ˈdeset  | deset dɛˈsèːt | deset ˈdeset   | deset ˈdeset   | desętĭ              | *desętĭ                  |